# Poljanskoje (Kaliningrad)
Poljanskoje (russisch Полянское; deutsch Uszballen, Ksp. Lasdehnen, 1936–38 Uschballen Ksp. Lasdehnen, 1938–45 Lindnershorst; Ballupönen, 1938–45 Ballen und Königshuld, 1938–45 Friedrichsweiler, litauisch Užbaliai bzw. Balupėnai ist eine Siedlung im Rajon Krasnosnamensk in der russischen Oblast Kaliningrad. Sie setzt(e) sich aus drei ehemals eigenständigen Ortschaften zusammen und gehört zur kommunalen Selbstverwaltungseinheit Munizipalkreis Krasnosnamensk. Das ehemalige Königshuld/Friedrichsweiler ist verlassen.

## Geographische Lage
Poljanskoje liegt im Nordosten der Oblast, inmitten von Kiefernwäldern (historisch Uschballener Forst) gut sechs Kilometer westlich von der Rajonstadt Krasnosnamensk (Lasdehnen/Haselberg), im Gebiet zwischen den Flüssen Scheschuppe und Instrutsch (Inster). Mitten durch die Siedlung, die am Flüsschen Tschornaja (deutsch Ballup) liegt, verläuft die Regionalstraße 27A-025 (ex R508). Eine Bahnanbindung besteht nicht.

## Ortsname
Der russische Name ist von poljana, Lichtung abgeleitet und bezieht sich auf die Lage in dem Waldgebiet.

## Geschichte

### Uszballen (Lindnershorst)

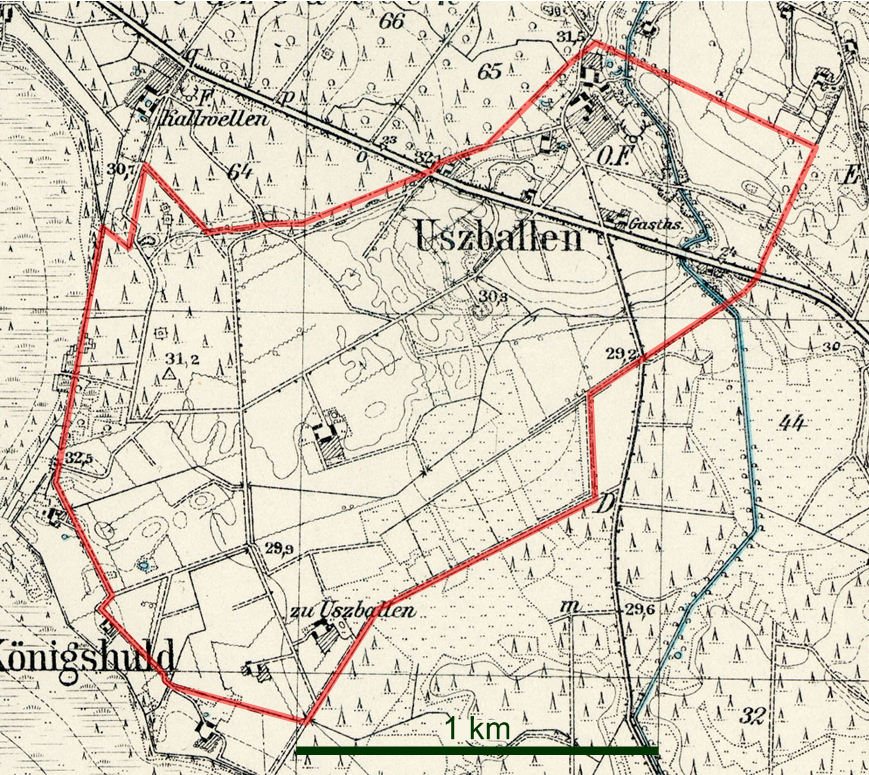
Die Landgemeinde Uszballen auf einem Messtischblatt von 1927

Das direkt an der heutigen Regionalstraße 27A-025 gelegene ehemalige Uszballen, das zunächst auch mit Nebuttkehmen bezeichnet wurde, war im 18. Jahrhundert ein kölmisches Dorf. 1874 wurde die Landgemeinde Uszballen dem neu gebildeten Amtsbezirk Tuppen im Kreis Pillkallen zugeordnet. Der Ort erhielt den Zusatz Kirchspiel Lasdehnen zur Unterscheidung vom ebenfalls im Kreis Pillkallen gelegenen Uszballen im Kirchspiel Pillkallen. Um 1890 wurde Uszballen Sitz einer Oberförsterei. 1929 wurde die Försterei Kallwellen (54° 57′ 49″ N, 22° 22′ 46″ O) in die Landgemeinde Uszballen eingegliedert. 1936 wurde die Schreibweise des Ortsnamens in Uschballen geändert und 1938 wurde der Ort in Lindnershorst umbenannt.
1945 kam der Ort in Folge des Zweiten Weltkrieges mit dem nördlichen Ostpreußen zur Sowjetunion.

#### Einwohnerentwicklung
| Jahr | Einwohner | Bemerkungen                               |
| ---- | --------- | ----------------------------------------- |
| 1867 | 62        |                                           |
| 1871 | 78        | In der Försterei Kallwellen zusätzlich 11 |
| 1885 | 69        | In der Försterei Kallwellen zusätzlich 11 |
| 1905 | 92        | In der Försterei Kallwellen zusätzlich 11 |
| 1910 | 89        |                                           |
| 1933 | 82        |                                           |
| 1939 | 77        |                                           |

### Ballupönen (Ballen)
54° 58′ 7″ N, 22° 24′ 9″ O

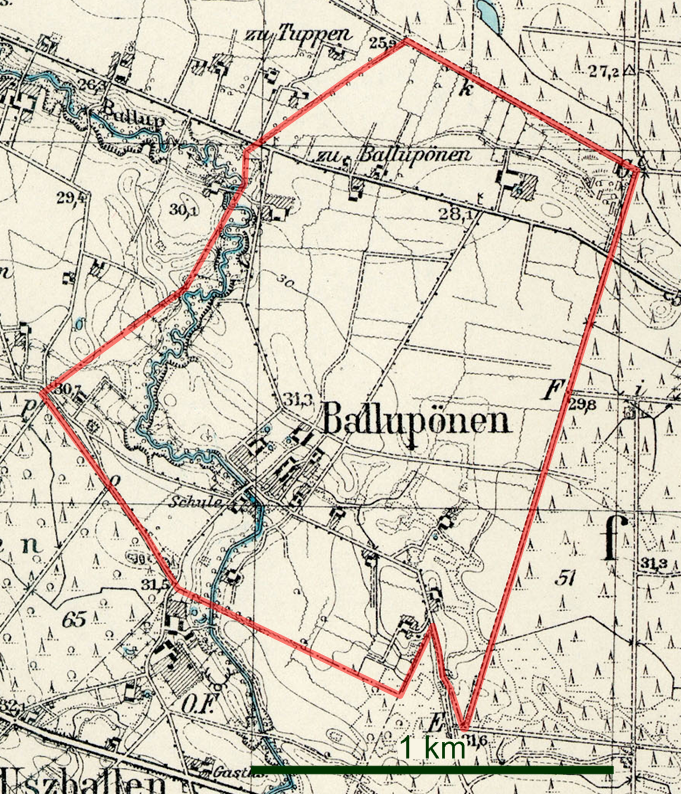
Die Landgemeinde Ballupönen auf einem Messtischblatt von 1927

Ballupönen, im Norden von Uszballen gelegen, war im 18. Jahrhundert ein Schatulldorf. Der Ortsname bedeutet „Sumpf am Fluss“. Wie Uszballen gehörte auch die Landgemeinde Ballupönen seit 1874 zum Amtsbezirk Tuppen. Um 1900 sprach in Ballupönen noch fast die Hälfte der Bevölkerung litauisch. 1929 wurde die Försterei Beinigkehmen (54° 58′ 21″ N, 22° 25′ 32″ O) eingemeindet. 1938 wurde Ballupönen in Ballen umbenannt. Die Gemeindefläche betrug 514 ha, letzter deutscher Bürgermeister war Otto Sokat. Es gab eine einklassige Schule, die auch von den Kindern des benachbarten Uszballen/Lindnershorst besucht wurde.
Ballen wurde am 12. Oktober 1944 um 13 Uhr von sämtlichen Einwohnern geräumt, der Treck ging nach Pregelswalde (heute Saretschje) bei Tapiau (Gwardeisk). Durch Kriegseinwirkungen sind 20 Personen gestorben oder werden vermisst. 1945 kam das Dorf zur Sowjetunion.

#### Einwohnerentwicklung
| Jahr | Einwohner |
| ---- | --------- |
| 1867 | 82        |
| 1871 | 98        |
| 1885 | 80        |
| 1905 | 93        |
| 1910 | 104       |
| 1933 | 106       |
| 1939 | 96        |

### Königshuld (Friedrichsweiler)
54° 56′ 52″ N, 22° 22′ 51″ O

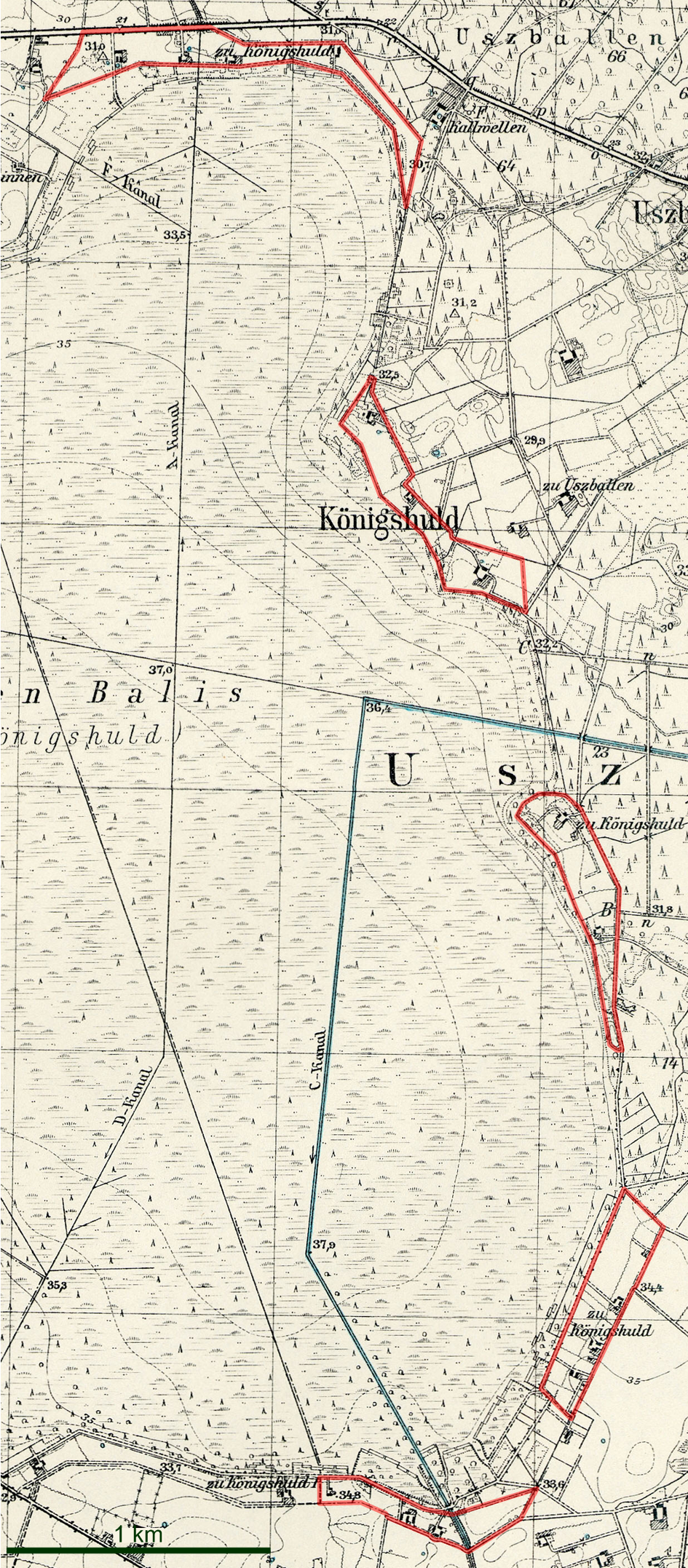
Die Landgemeinde Königshuld auf einem Messtischblatt von 1927

Im Jahr 1768 wurde dem Generalmajor David Fritz von Lossow von Friedrich dem Großen das Torfmoor Kackscher Ball, auch Kacksche Balis genannt, durch Erbverschreibung verliehen. Die ringsherum dem Moor (offiziell nun Torfmoor Königshuld genannt, heute russisch: Boloto Welikoje) abgerungenen Ländereien erhielten den Namen Königshuld(t). Der östliche Bereich des Moores gehörte seit 1818 zum Kreis Pillkallen und der dortige Anteil von Königshuld bestand als ehemaliges Gut, das 1801 in Konkurs gegangen war, weiterhin als Forstkolonie. 1873 wurde diese in eine Landgemeinde umgewandelt, die wie Uszballen und Ballupönen seit 1874 zum Amtsbezirk Tuppen gehörte. Im Zuge der vielen Umbenennungen von Orten in Ostpreußen im Jahr 1938 erhielt auch Königshuld den neuen Namen Friedrichsweiler. Dieser Name, der sich offensichtlich auf Friedrich den Großen bezog, sollte wohl der besseren Unterscheidbarkeit von den beiden an der Westseite des Moores im Landkreis Tilsit-Ragnit gelegenen Landgemeinden Königshuld I und Königshuld II dienen.
Auch dieser Ort kam 1945 zur Sowjetunion.

#### Einwohnerentwicklung
| Jahr | Einwohner |
| ---- | --------- |
| 1867 | 138       |
| 1871 | 104       |
| 1885 | 108       |
| 1905 | 102       |
| 1910 | 77        |
| 1933 | 80        |
| 1939 | 71        |

### Poljanskoje

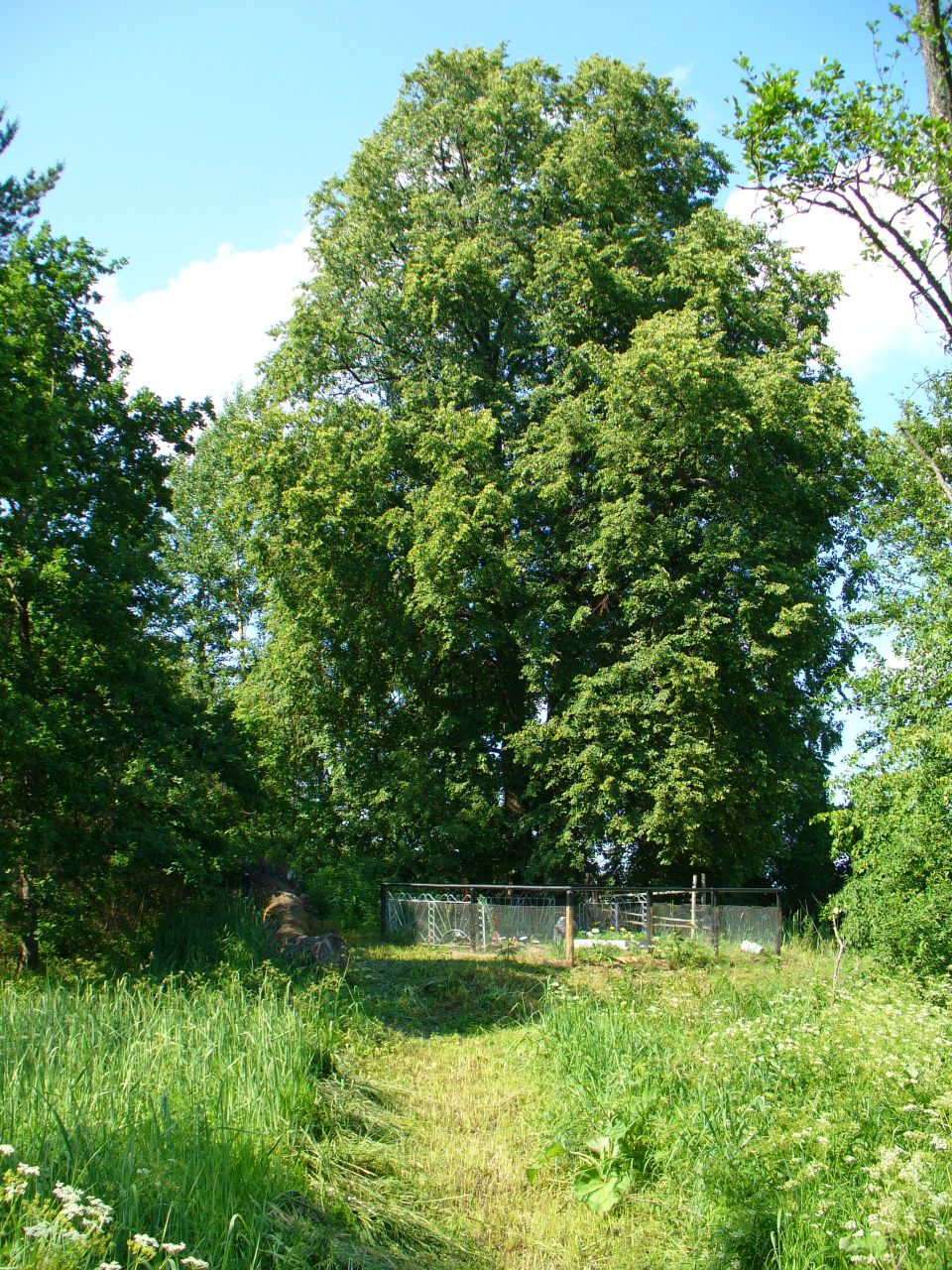
Friedhof Ballupönen (2006)

Im Jahr 1947 erhielt der Ort Uszballen/Lindnershorst die russische Bezeichnung Poljanskoje und wurde gleichzeitig dem Dorfsowjet Podgorodnenski selski Sowet im Rajon Krasnosnamensk zugeordnet. In der Folge wurde auch die Orte Ballupönen/Ballen und Königshuld/Friedrichsweiler zu Poljanskoje gezählt, ebenso die ehemalige Försterei Kallwellen/Lindnershorst. Später gelangte Poljanskoje in den Timofejewski selski Sowet. Von 2008 bis 2015 gehörte der Ort zur Landgemeinde Alexejewskoje selskoje posselenije, von 2016 bis 2021 zum Stadtkreis Krasnosnamensk und seither zum Munizipalkreis Krasnosnamensk.

#### Einwohnerentwicklung
| Jahr | Einwohner |
| ---- | --------- |
| 1984 | ~ 60      |
| 2002 | 52        |
| 2010 | 57        |
| 2021 | 49        |

## Kirche
In allen drei Dörfern war die Bevölkerung vor 1945 fast ausnahmslos evangelischer Konfession. Sie waren mit in das weitflächige Kirchspiel der Kirche Lasdehnen (der Ort hieß zwischen 1938 und 1946: Haselberg, heute russisch: Krasnosnamensk) eingepfarrt, die zum Kirchenkreis Pillkallen (ab 1938: Schloßberg) in der Kirchenprovinz Ostpreußen der Kirche der Altpreußischen Union gehörte. Heute ist die nächste evangelische Gemeinde die in Sabrodino (Lesgewangminnen, 1938–46 Lesgewangen). Sie ist Teil der Propstei Kaliningrad (Königsberg) der Evangelisch-lutherischen Kirche Europäisches Russland.